# كأس قبرص للسيدات 2015
كأس قبرص للسيدات 2015 هو موسم من كأس قبرص للسيدات. شارك فيه  12 فريقاً، وفاز فيه منتخب إنجلترا لكرة القدم للسيدات.